# Robert Cecil, 5. markýz ze Salisbury
Robert Arthur James Gascoyne-Cecil, 5. markýz ze Salisbury (Robert Arthur James Gascoyne-Cecil, 5th Marquess of Salisbury, 11th Viscount Cranborne, 11th Baron Cecil of Essendon) (27. srpna 1893 Hatfield House, Hertfordshire, Spojené království – 23. února 1972 Londýn), byl britský státník z významného šlechtického rodu Cecilů. Ve dvou vládách Winstona Churchilla zastával několik ministerských funkcí a dvakrát byl předsedou Sněmovny lordů. Věnoval se především problematice kolonií a proslul jako imperialista se snahou o zachování britské koloniální říše.

## Původ a mládí
Narodil se na starobylém rodovém sídle Hatfield House jako nejstarší syn 4. markýze ze Salisbury. Studoval v Etonu a na univerzitě v Oxfordu, za první světové války v hodnosti poručíka sloužil v armádě, poté pracoval v bankovnictví a uplatnil se v městské samosprávě Londýna. V letech 1929-1941 byl za Konzervativní stranu členem Dolní sněmovny. V letech 1934–1935 byl tajemníkem ministra A. Edena, v letech 1935–1938 státním podsekretářem zahraničí. Z této funkce odešel jako odpůrce zahraniční politiky premiéra N. Chamberlaina.

## Člen vlády a předseda Sněmovny lordů
Do vlády vstoupil na počátku druhé světové války v rámci koaličního kabinetu W. Churchilla. Nejprve byl krátce generálním intendantem armády (1940), téhož roku zároveň jmenován členem Tajné rady. Státní sekretář pro záležitosti dominií 1940–1942 a 1943–1945, státní sekretář kolonií 1942, lord strážce tajné pečeti 1942–1943. Ještě předtím, než zdědil rodové tituly, byl již v roce 1941 povolán do Sněmovny lordů a v letech 1942–1945 byl jejím předsedou. Po druhé světové válce byl mluvčím konzervativní opozice ve Sněmovně lordů, k ministerským funkcím se dostal ve druhé Churchillově vládě, kdy byl postupně lordem strážcem tajné pečeti (1951–1952), státním sekretářem pro záležitosti Commonwealthu (1952) a lordem prezidentem Tajné rady (1952–1957). Znovu byl také předsedou Sněmovny lordů (1951–1957).
V roce 1946 byl jmenován rytířem Podvazkového řádu a v letech 1960-1972 byl řádovým kancléřem. Získal čestné doktoráty na osmi univerzitách ve Velké Británii a v Kanadě a v letech 1951-1971 byl kancléřem univerzity v Liverpoolu. Kromě toho zastával také řadu nižších postů ve správě hrabství, kde měl statky (Hertfordshire, Dorset). V roce 1957 se stal členem Královské společnosti
Jeho manželkou byla Elizabeth Vere Cavendish (22. 1. 1897 Londýn – 5. 6. 1982 tamtéž) z rodu vévodů z Devonshire. Měli spolu tři syny:
- 1. Robert, 6. markýz ze Salisbury (24. 10. 1916 Hatfield – 11. 7. 2003 tamtéž), do roku 1972 užíval titul vikomt Cranborne
  - ⚭ 1945 Marjorie "Mollie" Olein Wyndham-Quin (15. 7. 1922 – 12. 12. 2016)
- 2. Michael (27. 10. 1918 – 27. 10. 1934)
- 3. Richard (31. 1. 1924 – 12. 8. 1944) zahynul jako pilot RAF za druhé světové války[6]